# District historique d'U.S. Coast Guard
Le district historique d'U.S. Coast Guard, ou U.S. Coast Guard Historic District en anglais, est un district historique dans le comté de Charleston, en Caroline du Sud, aux États-Unis. Inscrit au Registre national des lieux historiques depuis le 19 juin 1973, il protège des bâtiments de l'United States Coast Guard au pied du phare de Charleston. Il ne relève pas pour autant du Fort Sumter and Fort Moultrie National Historical Park, à l'inverse de ce phare.